# Hibiscus surattensis
Espèce
Synonymes
- Furcaria surattensis Kostel.[1]
- Hibiscus aculeatus G. Don[1]
- Hibiscus furcatus Roxb.[1]
- Hibiscus surattensis var. villosus Hochr.[1]
- Hibiscus trinitarius Noronha[1]

Hibiscus surattensis est une espèce de plantes à fleurs de la famille des Malvaceae. Cette espèce a été décrite en 1753 par le naturaliste suédois Carl von Linné (1707-1778). L'épithète spécifique surattensis signifie « de Surate », en référence à la ville indienne de Surate.

## Description

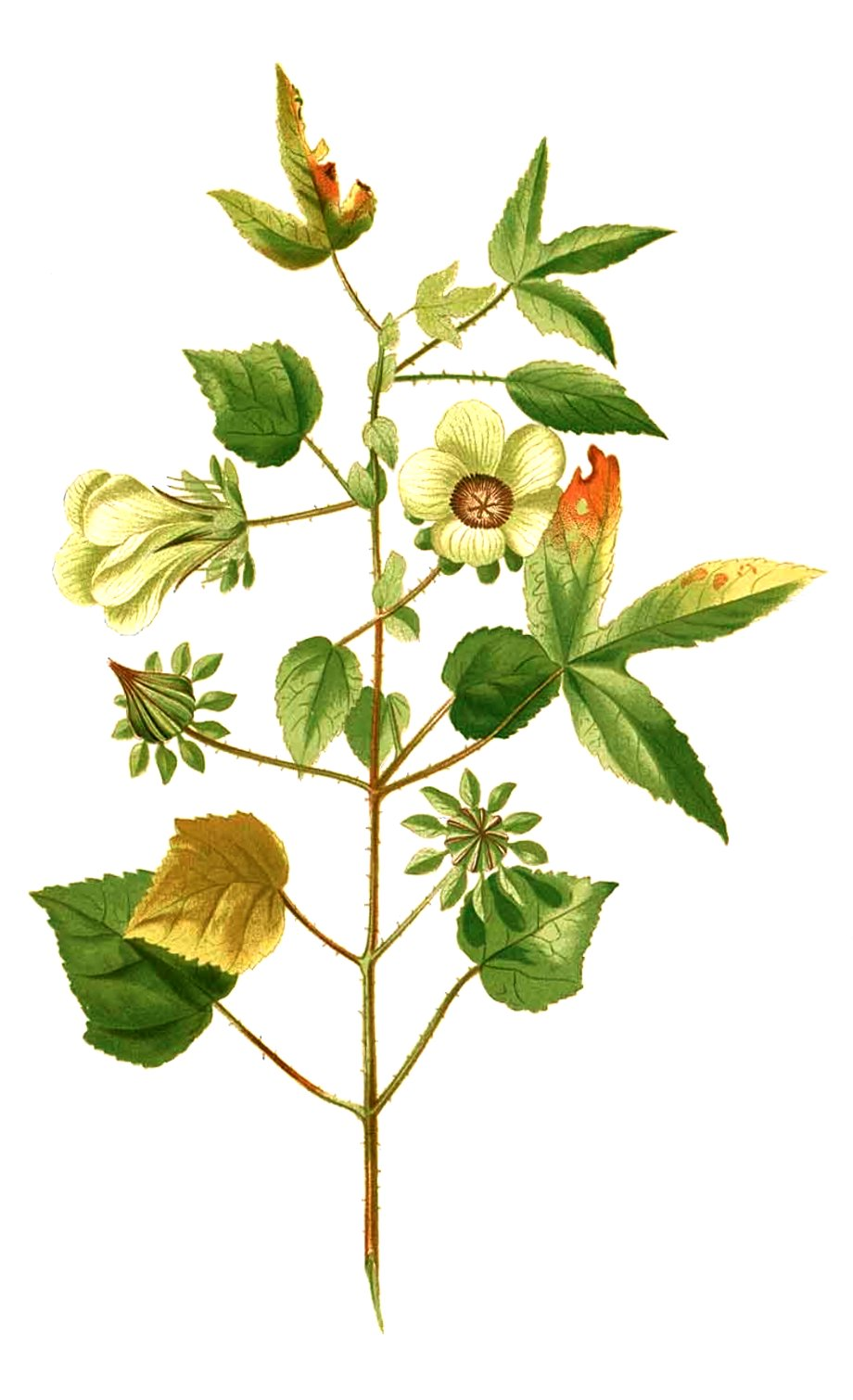
Planche botanique, vers 1880
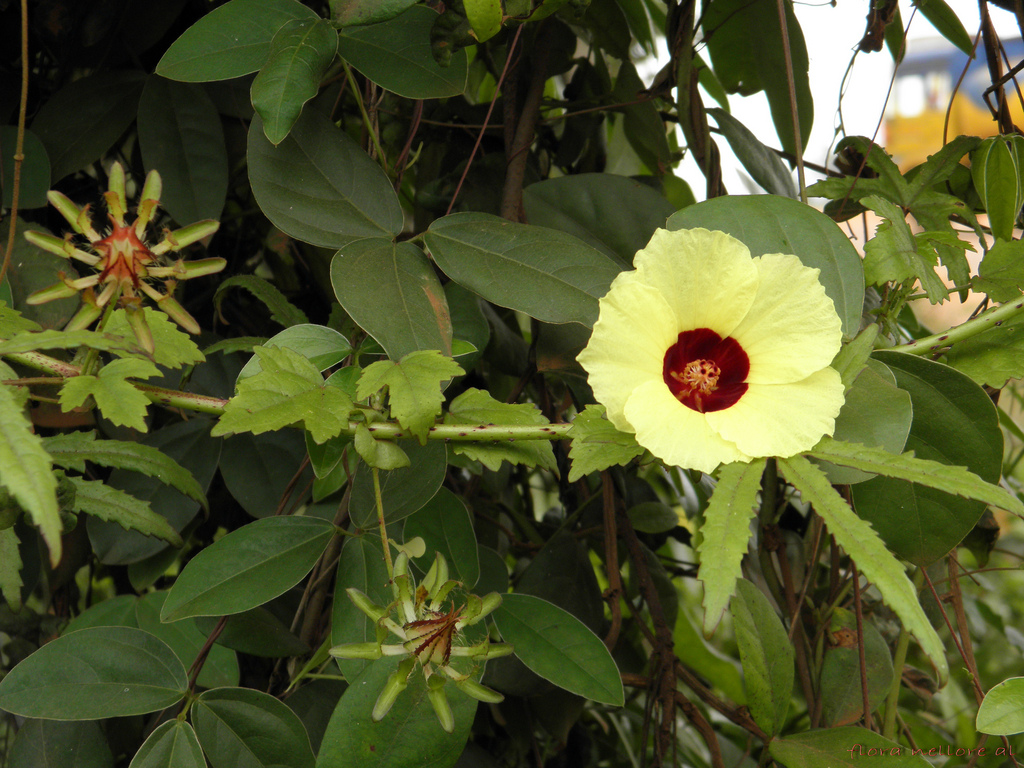
Tige avec fleurs en boutons et épanouies

## Liste des variétés
Selon Tropicos (11 septembre 2017) (Attention liste brute contenant possiblement des synonymes) :
- variété Hibiscus surattensis var. furcatus Roxb. ex Hochr.
- variété Hibiscus surattensis var. villosus Hochr.